# Dusza Czara-Rosenkranz
Dusza Czara-Rosenkranz (eigentlich Józefina Rosenkranz, * 20. August 1898 in Bojanczuk (Bukowina, Österreich-Ungarn); † 1967 in Warschau) war eine hauptsächlich deutschsprachige Dichterin, Journalistin, Übersetzerin und Propagandistin.

## Leben
Józefina Rosenkranz wurde 1898 in der österreichischen Bukowina als Tochter von Ignacy Rosenkranz und Chana Hefter geboren. Sie war das zweite Kind des Paares und ist eine ältere Schwester des Bukowiner Lyrikers Moses Rosenkranz (1904–2003). Ihre Kindheit und Jugend verbrachte sie in der Bukowina und im benachbarten österreichischen Galizien. Im Jahr 1922, als Galizien Teil Polens war, ließ sie sich in Krakau nieder. Hier beteiligte sie sich unter dem Pseudonym Dusza Czara, das sie auch später beibehielt, an der Kunstbewegung der Zeitschrift Ezoter, der auch ihr zukünftiger Gatte Eugeniusz Stanisław Stec angehörte. Sie betätigte sich als Propagandistin, und zwar in Polen für die rumänische Kultur und in Rumänien für die polnische. Ihr lyrisches Werk verfasste sie in deutscher Sprache. Gedichte erschienen unter anderem in Bukowiner Zeitungen und Zeitschriften, darunter die Czernowitzer Allgemeine Zeitung, das Czernowitzer Morgenblatt und die Buchenblätter: Jahrbuch für deutsche Literaturbestrebungen. Im Jahr 1931 veröffentlichte Dusza Czara ihren ersten Band, An jeden Menschen, der mir Bruder ist, beim Verlag Die Arche (Hirsau). Im Jahr 1931 erhielt sie ein Stipendium vom rumänischen Ministerpräsidenten Nicolae Iorga. In der Folge ließ sie sich in Bukarest nieder. In den 1930er Jahren war sie mit der rumänischen Königinmutter Marie bekannt. Während des Zweiten Weltkriegs lebte und wirkte sie in Bukarest. Nach 1946 ließ sie sich in Warschau nieder, wo sie 1967 verstarb.

## Werke
- An jeden Menschen, der mir Bruder ist. Die Arche, Hirsau 1931.
- Menschen. Die Arche, Klosterreichenbach 1932.
- Stunden der Demut. Dichtungen. Luceafărul, Bukarest 1934.
- Königinnen. Zeitloses Spiel in 9 Bildern nach dem gleichnamigen Roman von Maria, Königin von Rumänien. Manuskript, zusammen mit Josef Oschanitzky. Bukarest o. J.
- Worte der Sehnsucht. Rumänische Volkslieder. Erich Kunter, Stuttgart 1936.
- Buch der Trauer. Bukarest 1938.
- Zori de zi. Versuri. Bucovina, Bukarest 1940.
- Gedichte. Rimbaud, Aachen 2009. ISBN 978-3-89086-566-9.